# Fabrizio Poli
Fabrizio Poli (Bordighera, 26 maggio 1989) è un calciatore italiano, difensore del Team Altamura.

## Caratteristiche tecniche
Difensore centrale, abile sia nel gioco aereo che tatticamente può ricoprire tutti i ruoli del reparto difensivo, sia in una difesa a 3 che a 4.

## Carriera
Inizia la sua carriera nella Sanremese – così come il suo futuro compagno di squadra al Carpi Riccardo Gagliolo – rimanendoci per due stagioni. Passa poi al Savona disputando una buona stagione, e nell'estate del 2010 firma per il Carpi, dove contribuisce alla doppia promozione dalla Lega Pro Seconda Divisione alla Serie B.
Il debutto ufficiale in Serie B avviene il 7 settembre 2013 fuori casa contro lo Spezia. L'anno successivo, durante la stagione 2014-2015, contribuisce alla storica promozione in Serie A del Carpi, giocando 30 partite e segnando 2 reti, che gli hanno valso il rinnovo di contratto con i biancorossi fino al giugno 2019.
Nell'ultimo giorno di mercato dell'estate del 2015 viene ceduto in prestito al Novara (22 presenze e 1 gol), nonostante avesse espresso la volontà di restare al Carpi. Dopo soli 6 mesi però, nel gennaio 2016, il Carpi decide di riprenderlo e Poli gioca 10 partite in Serie A, esordendo contro il Palermo e sfiorando la salvezza con la compagine emiliana, retrocessa per un punto all'ultima giornata ai danni dello stesso Palermo.
Resta in rosa anche per la Serie B 2016-2017, prolungando il contratto fino al 30 giugno 2020. Dopo quattro stagioni con la maglia biancorossa numero 5, decide di cambiare definitivamente per la casacca numero 13, che aveva indossato anche nei mesi precedenti, poiché la 5 era sulle spalle di Cristian Zaccardo. Al termine del campionato, che vede i biancorossi raggiungere i playoff, Poli è titolare nell'epica semifinale contro il Frosinone, vinta dal Carpi in 9 uomini, e sarà titolare al posto di Gagliolo anche nelle due finali perse contro il Benevento, lasciando il campo al 51' della seconda per dare spazio a Kevin Lasagna. Nel 2016-2017 ottiene il maggior numero di presenze stagionali della sua carriera, ben 43.
Dopo la cessione al Perugia di Raffaele Bianco, Poli diventa il nuovo capitano del Carpi per la stagione di Serie B 2017-2018, nella quale supera le 200 partite ufficiali con la maglia biancorossa. Il 3 febbraio 2018, in occasione della sfida contro la Salernitana, indossa una fascia speciale da capitano, in ricordo di Andrea Fortunato, Piermario Morosini e Flavio Falzetti (calciatori scomparsi prematuramente). Nella stagione di Serie B 2018-2019 viene confermato capitano. Il 16 settembre 2018 segna di testa nella sconfitta per 4-1 al Bentegodi contro l'Hellas Verona. Poli, autore in totale di 3 gol in un campionato che vedrà il Carpi retrocedere in Serie C da ultimo in classifica, va a bersaglio anche nel pareggio per 1-1 contro l'Ascoli (colpo di tacco) e nella sconfitta interna per 2-1 contro il Crotone. Dopo la retrocessione degli emiliani, con cui ha messo insieme in tutto 265 presenze e 12 gol, il 26 agosto 2019 viene acquistato a titolo definitivo dall’Entella, club ligure neo-promosso in B. Segna il suo primo gol con la nuova maglia alla sua seconda da titolare in Entella-Cosenza 1-0 del 29 ottobre. Si ripete quattro giorni dopo, ancora nei minuti finali, in Salernitana-Entella 2-1; in tutto saranno 5 i gol segnati in 16 presenze di campionato. Nella stagione seguente segna in una sola occasione in 27 partite di campionato che termina con la retrocessione dell'Entella.
Il 9 agosto 2021 viene ceduto a titolo definitivo alla Juventus U23, la seconda squadra juventina militante in Serie C. Nella prima stagione, da fuori quota e capitano della squadra, colleziona 28 presenze totali e andando a segno una volta in campionato contro il Piacenza. Viene confermato dai bianconeri che nel frattempo cambiano nome in Juventus Next Gen fino al 2025.

## Statistiche

### Presenze e reti nei club
Statistiche aggiornate al 7 maggio 2025.
| Stagione                     | Squadra                      | Campionato                   | Campionato | Campionato | Coppe nazionali | Coppe nazionali | Coppe nazionali | Coppe continentali | Coppe continentali | Coppe continentali | Altre coppe | Altre coppe | Altre coppe | Totale | Totale |
| Stagione                     | Squadra                      | Comp                         | Pres       | Reti       | Comp            | Pres            | Reti            | Comp               | Pres               | Reti               | Comp        | Pres        | Reti        | Pres   | Reti   |
| ---------------------------- | ---------------------------- | ---------------------------- | ---------- | ---------- | --------------- | --------------- | --------------- | ------------------ | ------------------ | ------------------ | ----------- | ----------- | ----------- | ------ | ------ |
| 2006-2007                    | Sanremese                    | C2                           | 7          | 0          | CI              | 0               | 0               | -                  | -                  | -                  | -           | -           | -           | 7      | 0      |
| 2007-2008                    | Sanremese                    | D                            | 12         | 0          | CI-D            | 0               | 0               | -                  | -                  | -                  | -           | -           | -           | 12     | 0      |
| Totale Sanremese             | Totale Sanremese             | Totale Sanremese             | 19         | 0          |                 | 0               | 0               |                    | -                  | -                  |             | -           | -           | 19     | 0      |
| 2008-2009                    | Savona                       | D                            | 35         | 1          | CI-D            | 0               | 0               | -                  | -                  | -                  | -           | -           | -           | 35     | 1      |
| 2009-2010                    | Arezzo                       | 1D                           | 5          | 0          | CI+CI-LP        | 0               | 0               | -                  | -                  | -                  | -           | -           | -           | 5      | 0      |
| 2010-2011                    | Carpi                        | 2D                           | 15         | 1          | CI+CI-LP        | 0+10            | 0+1             | -                  | -                  | -                  | SL-2D       | 2           | 0           | 27     | 2      |
| 2011-2012                    | Carpi                        | 1D                           | 27+4       | 1+0        | CI+CI-LP        | 1+2             | 0               | -                  | -                  | -                  | -           | -           | -           | 34     | 1      |
| 2012-2013                    | Carpi                        | 1D                           | 28+4       | 2+0        | CI+CI-LP        | 2+0             | 0               | -                  | -                  | -                  | -           | -           | -           | 34     | 2      |
| 2013-2014                    | Carpi                        | B                            | 14         | 0          | CI              | 1               | 0               | -                  | -                  | -                  | -           | -           | -           | 15     | 0      |
| 2014-2015                    | Carpi                        | B                            | 30         | 2          | CI              | 1               | 0               | -                  | -                  | -                  | -           | -           | -           | 31     | 2      |
| 2015-gen.2016                | Novara                       | B                            | 22         | 1          | CI              | 0               | 0               | -                  | -                  | -                  | -           | -           | -           | 22     | 1      |
| gen.-giu. 2016               | Carpi                        | A                            | 10         | 0          | CI              | 0               | 0               | -                  | -                  | -                  | -           | -           | -           | 10     | 0      |
| 2016-2017                    | Carpi                        | B                            | 36+5       | 0          | CI              | 2               | 0               | -                  | -                  | -                  | -           | -           | -           | 43     | 0      |
| 2017-2018                    | Carpi                        | B                            | 37         | 2          | CI              | 2               | 0               | -                  | -                  | -                  | -           | -           | -           | 39     | 2      |
| 2018-2019                    | Carpi                        | B                            | 31         | 3          | CI              | 1               | 0               | -                  | -                  | -                  | -           | -           | -           | 32     | 3      |
| Totale Carpi                 | Totale Carpi                 | Totale Carpi                 | 228+13     | 11         |                 | 22              | 1               |                    | -                  | -                  |             | 2           | 0           | 265    | 12     |
| 2019-2020                    | Virtus Entella               | B                            | 16         | 5          | CI              | 0               | 0               | -                  | -                  | -                  | -           | -           | -           | 16     | 5      |
| 2020-2021                    | Virtus Entella               | B                            | 27         | 1          | CI              | 1               | 0               | -                  | -                  | -                  | -           | -           | -           | 28     | 1      |
| Totale Entella               | Totale Entella               | Totale Entella               | 43         | 6          |                 | 1               | 0               |                    | -                  | -                  |             | -           | -           | 44     | 6      |
| 2021-2022                    | Juventus U23/Next Gen        | C                            | 26+4       | 1          | CI-C            | 1               | 0               | -                  | -                  | -                  | -           | -           | -           | 31     | 1      |
| 2022-2023                    | Juventus U23/Next Gen        | C                            | 27         | 1          | CI-C            | 5               | 2               | -                  | -                  | -                  | -           | -           | -           | 32     | 3      |
| 2023-2024                    | Juventus U23/Next Gen        | C                            | 15         | 0          | CI-C            | 0               | 0               | -                  | -                  | -                  | -           | -           | -           | 15     | 0      |
| 2024-2025                    | Juventus U23/Next Gen        | C                            | 4+1        | 0          | CI-C            | -               | -               | -                  | -                  | -                  | -           | -           | -           | 5      | 0      |
| Totale Juventus U23/Next Gen | Totale Juventus U23/Next Gen | Totale Juventus U23/Next Gen | 72+5       | 2          |                 | 6               | 2               |                    | -                  | -                  |             | -           | -           | 83     | 4      |
| Totale carriera              | Totale carriera              | Totale carriera              | 442        | 21         |                 | 29              | 3               |                    | -                  | -                  |             | 2           | 0           | 473    | 24     |

## Palmarès
- Lega Pro Seconda Divisione: 1

Carpi: 2011-2012
- Campionato italiano di Serie B: 1

Carpi: 2014-2015